# St. Stapin

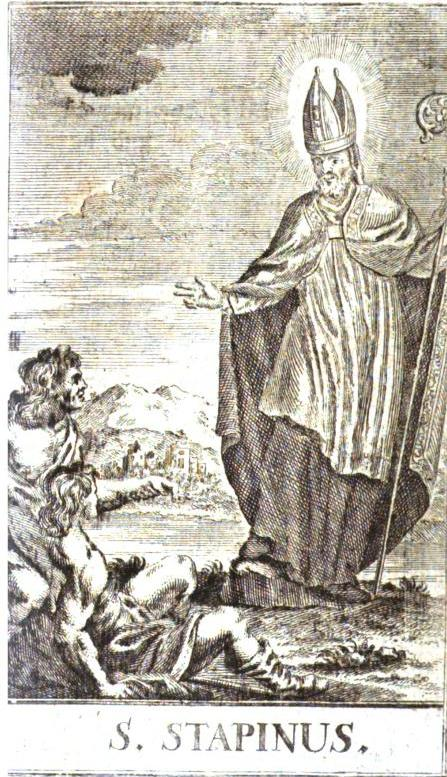
Fantasieporträt des Bischofs Stapinus. Aus dem Gebetbuch „Die betrübte und nach ihrem Geliebten seufzende Turteltaube oder die bußertige christliche Seele“. Nürnberg und Sulzbach, 1806, anonym

St. Stapin (* 7. Jahrhundert in En Lanet; † 8. Jahrhundert in Dourgne, lat. auch Stapinus) wurde im Anfang des 7. Jahrhunderts in einem Weiler in der Nähe von Dourgne namens En Lanet geboren.

## Werdegang
Über die Person des Stapin gibt es keine zuverlässigen historischen Quellen. Der Weiler En Lanet pflegt die Erinnerung an die Geburt an einem Ort namens Les Mirgues oder Les Mourgues. Ein inmitten der Felder liegende unbebautes Landstück trägt noch heute den Namen Camp de Sant Estapi. Dort entspringt ein Brunnen, der Müttern Fruchtbarkeit verleihen solle.
Stapin entschied sich für ein Einsiedlerleben in einer Wüstenei namens St. Ferréol auf einem Berg südöstlich von Dourgne, auf dem heute eine Kapelle steht, die kurz nach Ende des Zweiten Weltkrieges errichtet wurde.
Um das Jahr 685 wurde er gebeten, Bischof von Carcassonne zu werden, doch dieser Gedanke machte ihm Angst. Man suchte ihn in Dourgne, er versteckte sich aber in den Höhlen der Region, vor allem im Trou Cruzel. Doch letzten Endes folgte er dem Ruf. Auf seinem Weg zwischen Dourgne und Carcassonne lagerte er in Ventenac-Cabardès, einem kleinen Dorf in der Aude, das ihn bis heute verehrt.
Er hat sein Amt einige Jahre vor seinem Tod verlassen, um in die Berge von Dourgne zurückzukehren.
Nach einer anderen Lesart musste er seinen Bischofssitz 725 bei der Eroberung von Carcassonne durch die Mauren verlassen.
Das Dorf Dourgne feiert seinen Schutzheiligen heute noch jedes Jahr am 6. August, welches sein Todestag gewesen sein dürfte.

## Etymologie
Bertrand de Vivies leitet den Namen Stapin ab entweder vom lateinischen stare (aufrecht Stehen), Espie (eine Etappenrast) oder vom provenzalischen Verb estapiner (Springen von Stein zu Stein).
Die Bischofsliste von Carcassonne setzt Stapin aber mit Stephan (frz. Etienne) gleich.

## Verehrung
Er wurde im Mittelalter und in der Neuzeit in mehreren europäischen Ländern, darunter Südfrankreich, Belgien und Deutschland, als Patron der Gichtkranken verehrt. Sein Kult fand im 17. Jahrhundert Eingang in die Acta Sanctorum. Ebenfalls im 17. Jahrhundert bestand eine Bruderschaft seines Namens in Lyon, und noch im 19. Jahrhundert fanden Wallfahrten nach Dourgne statt. Dort befindet sich bis heute eine dem Hl. Stapinus geweihte Kapelle aus dem 15. Jahrhundert und eine Statue des Heiligen.
In Klokočka einem Ortsteil von Backofen an der Iser besteht die Kapelle des Heiligen Stapinus.
Stapin wurde als Bischof dargestellt, die Füße wie die eines Gichtkranken verbunden.